# Detag
Die Deutsche Tafelglas AG (Detag) war ein deutsches Unternehmen in der Rechtsform einer Aktiengesellschaft zur Herstellung und Verarbeitung von Glas, das von 1932 bis 1970 existierte und seinen Sitz in Fürth hatte.

## Geschichte

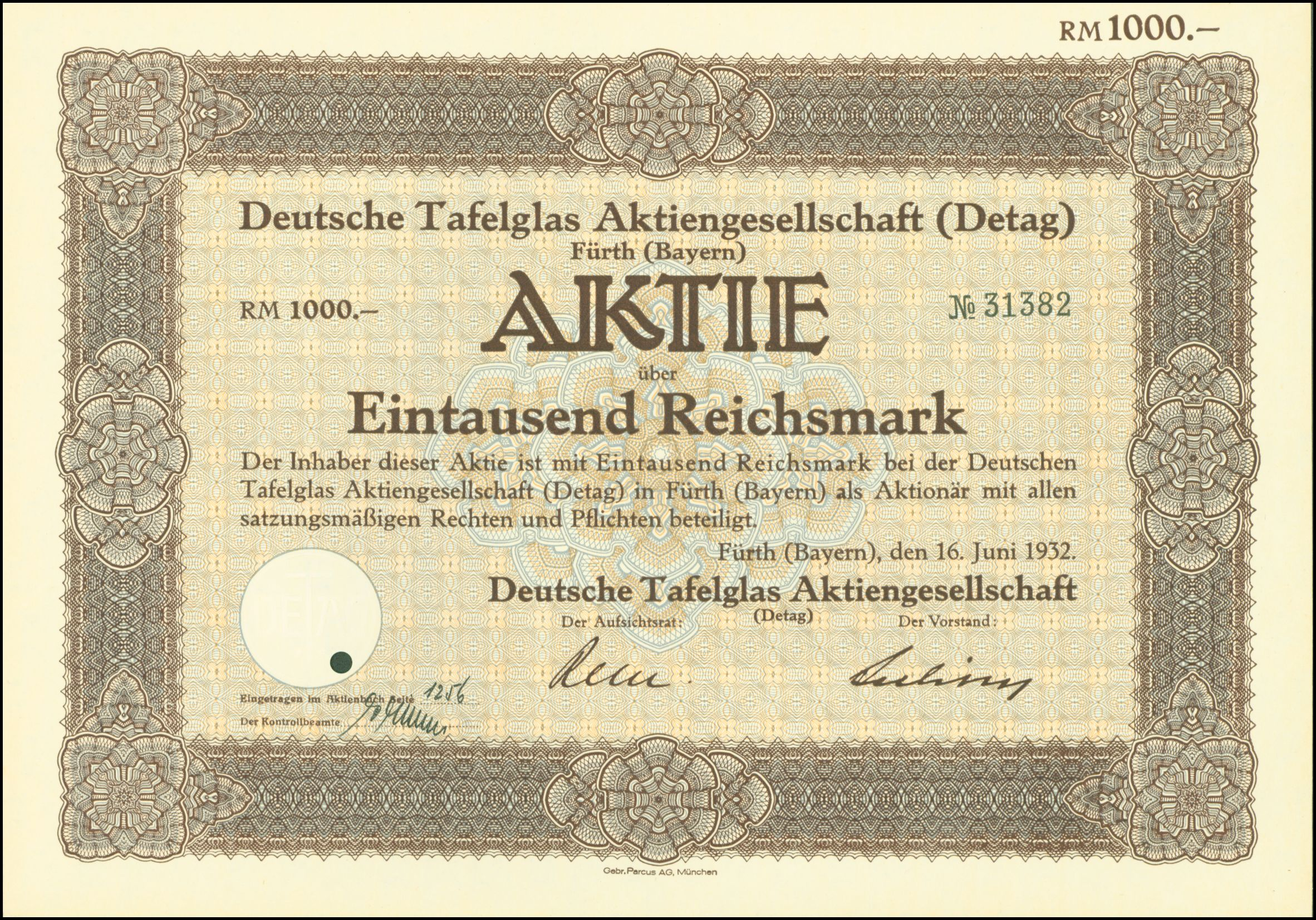
Aktie über 1000 RM der Detag (Deutsche Tafelglas AG) vom 16. Juni 1932

Die Detag entstand im Juni 1932 durch Fusion der Fürther Tafel-, Salin- und Spiegelglasfabriken AG mit der Glasfabrik Crengeldanz AG in Witten und der Gewerkschaft Kunzendorfer Werke in Kunzendorf bei Sorau. Gleichzeitig übernahm die fusionierte Gesellschaft Geschäftsanteile der Vereinigte Vopelius'sche und Wentzel'sche Glashütten GmbH in Sulzbach/Saar. Das Aktienkapital betrug 6 Millionen Reichsmark (RM). Die Gesellschaften bzw. Werke in Kunzendorf und Sulzbach wurden von der Delog (Deutsche Libbey-Owens-Gesellschaft für maschinelle Glasherstellung) in Gelsenkirchen-Rotthausen eingebracht, die eine gemeinsame Gründung der Compagnie Internationale pour la Fabrication Mecanique du Verre in Brüssel und der Bergwerksgesellschaft Dahlbusch in Gelsenkirchen-Rotthausen war. Damit erklärt sich, dass auch ein Teil des Detag-Aktienkapitals in belgischem und französischem Besitz war – im Aufsichtsrat vertreten durch Generaldirektor Lucien Delloye (Paris), Ingenieur Albert Langlois (Paris), Generaldirektor Tony Perrin (Paris) und Ingenieur Maurice Hulin (Brüssel). Für das Geschäftsjahr 1937 „wurde die Rückführung der Mehrheit des Grundkapitals in deutschen Besitz“ vermeldet, der entsprechende Aktienanteil wurde auf Druck des Reichswirtschaftsministeriums an die Gesellschafter-Gruppe Vopelius-Wentzel und an die Deutsche Bank verkauft. Im Herbst 1940 wurde das Aktienkapital auf 7,5 Millionen RM erhöht und in Folge der Dividendenabgabeverordnung (DAV) (vom 12. Juni 1941) im April 1942 auf 12 Millionen RM „korrigiert“. Das Unternehmen war an verschiedenen glaserzeugenden Gesellschaften und mehreren Vertriebsgesellschaften beteiligt.
Nach dem Zweiten Weltkrieg verlor die Detag das Werk im nunmehr polnischen Kunzendorf, übernahm andererseits das Sicherheitsglaswerk der SIGLA GmbH in Wernberg (Oberpfalz). Die Bergwerksgesellschaft Dahlbusch erwarb nach und nach die Aktienmehrheit der Detag, was zu der im Jahr 1970 vollzogenen Fusion von Delog und Detag zur Flachglas AG führte. Die Flachglas AG wurde 1980 von Pilkington übernommen, dieses Unternehmen ging seinerseits 2006 auf die Nippon Sheet Glass (NSG) über.